# Commission pour l'éclaircissement historique
Pour les articles homonymes, voir CEH.
La Commission pour l'éclaircissement historique (en espagnol : Comisión para el Esclarecimiento Histórico ; CEH) est une commission de vérité et de réconciliation organisée au Guatemala dans le but d'éclaircir et comprendre les exactions survenues dans le cadre de la guerre civile guatémaltèque qui afflige le pays de 1960 à 1996 et au cours de laquelle 200 000 personnes sont tuées. 
La création de la CEH découle d'un accord, signé le 23 juin 1994 à Oslo, entre des représentants du gouvernement du Guatemala et ceux de l'Unité révolutionnaire nationale guatémaltèque, sous les auspices des Nations unies dans le cadre d'un processus visant à mettre fin à la guerre civile. 

## Mandat exact
Cette commission avait pour mandat d'enquêter sur les atteintes aux droits de l'homme perpétrées par les deux camps durant le conflit armé ; d'informer la société guatémaltèque avec exactitude sur les faits ayant ensanglanté le pays entre janvier 1962 et la signature de l'Accord pour une paix ferme et durable, le 29 décembre 1996. Selon les termes de l'accord de juin 1994, la CEH avait pour objectif :
1. De clarifier, avec toute l'objectivité, l'équité et l'impartialité les atteintes aux droits de l'homme et des actes de violence, liés au conflit armé, qui ont conduit la population guatémaltèque à souffrir ;
2. De préparer un rapport qui contiendra les résultats des enquêtes menées et de fournir une information objective à propos des événements durant cette période en couvrant tous les facteurs, internes comme externes.
3. De formuler des recommandations spécifiques pour encourager la paix et l'harmonie nationale au Guatemala. La Commission devra recommander, en particulier, des mesures pour perpétuer la mémoire des victimes, promouvoir une culture de respect mutuel et de respect des droits humains et pour renforcer le processus démocratique.

## Composition
La commission était composée de trois membres: Christian Tomuschat, un juriste allemand, et les guatémaltèques Alfredo Balsells Tojo, juriste, et Otilia Lux de Cotí, un expert des questions indigènes.
Les membres de la CEH ont entendu les témoignages de milliers de survivants et assisté à l'exhumation de sépultures clandestines. Ils ont également interrogé d'anciens chefs de l'État ainsi que des membres de hauts rangs des forces armées et examiné des milliers de pages de rapports d'ONG. 

## Rapport de 1999: «Guatemala, mémoire du Silence»
Toutes ces données furent utilisées dans la préparation du rapport final, intitulé Guatemala : mémoire du Silence, publié en février 1999. 
Au total, le rapport identifia nommément 42 275 victimes, parmi lesquelles 23 671 furent victimes d'exécutions sommaires, et 6 159 de disparitions forcées; un rapport de 2000 du Bureau des droits de l'homme de l'archidiocèse de Guatemala évalue à 400 le nombre d'enfants disparus, de nombreux cas d'enfants adoptés par les militaires, à l'instar des « bébés volés » de la dictature argentine, ou pris en tant que servants, ayant été répertoriés.
La commission a établi que les citoyens d'origine maya représentaient 83 % des victimes, et que l'État guatémaltèque (armée, forces de sécurité, milices d'autodéfense, escadrons de la mort, etc.) était responsable de 93 % des actes de violence et des violations des droits de l'homme (dont 92 % des exécutions arbitraires recensées et 91 % des disparitions forcées), contre 3 % pour les groupes guérilleros ; 4 % du reste des violations n'a pu être attribué à un acteur en particulier . Un quart des victimes étaient des femmes ; les violences de genre prenaient principalement la forme d'agressions sexuelles, perpétrés par des militaires.
Par ailleurs, le rapport notait que l'immense majorité (91 %) des crimes avaient été commis entre 1978 et 1983, soit sous les régimes des généraux Romeo Lucas García (1978-82) et Efraín Ríos Montt (1982-83).
La Commission a souligné le rôle central de la doctrine de sécurité nationale et de la conception afférente de l'« ennemi interne », terme désignant toute personne s'opposant au gouvernement ou à l'État par quelques moyens que ce fut . Celle-ci a pu justifier, aux yeux de l'armée, différents massacres, tels celui de Las Dos Erres (6-8 décembre 1982, 250 à 300 morts). 
La politique de la terre brûlée, menée en particulier par Efraín Ríos Montt, a conduit au déplacement forcé d'entre 500 000 et 1,5 million de Guatémaltèques, victimes directes des tactiques de contre-insurrection, selon ce rapport. 
626 massacres ont été attribués par la Commission à l'État (forces armées, paramilitaires dont les Patrullas de Autodefensa Civil ou milices d'autodéfense, etc.), celle-là définissant en tant que « massacre » toute exécution arbitraire de plus de 5 personnes, menées en une seule fois et en un même lieu, contre des personnes sans défense . 95 % d'entre eux ont eu lieu entre 1978 et 1984 ; durant cette période, 90 % de ces massacres ont été perpétrés dans des localités abritant majoritairement des Mayas (tels que le département de Quiché, Huehuetenango, Chimaltenango, expressément ciblés dans le Plan Nacional de Seguridad y Desarrollo de contre-insurrection promulgué en avril 1982 par la junte militaire, et Alta et Baja Verapaz). Ceux-ci ont été marqués par une cruauté extrême (violence contre les bébés, viols et tortures diverses, extraction de viscères de victimes encore vivantes, amputation, victimes empalées, etc.) qui ont conduit à une « dégradation morale » des auteurs directs et de ceux qui ont « inspiré, ordonné ou toléré ces actes » .